# Brachycoryna
Brachycoryna es un género de escarabajos de la familia Chrysomelidae. En 1844 Guérin-Méneville describió el género. Contiene las siguientes especies:
- Brachycoryna dolorosa (Van Dyke, 1925)
- Brachycoryna hardyi (Crotch, 1874)
- Brachycoryna longula (Weise, 1907)
- Brachycoryna melsheimeri (Crotch, 1873)
- Brachycoryna montana (Horn, 1883)
- Brachycoryna notaticeps Pic, 1928
- Brachycoryna pumila (Guérin-Méneville, 1844)